# Agonopterix cnicella
Agonopterix cnicella — вид метеликів родини плоских молей (Depressariidae).

## Поширення
Вид поширений в Європі, Марокко та Малій Азії.

## Опис
Розмах крил 18-22 мм.

## Спосіб життя
Метелики літають з червня по липень. Личинки живляться листям та пагонами миколайчиками (Eryngium).